# Crucecita (Oaxaca)
 La Crucecita es una ciudad del estado mexicano de Oaxaca; es el principal núcleo poblacional del centro turístico de Bahías de Huatulco y la mayor población del municipio de Santa María Huatulco.
La Crucecita se encuentra localizada en la coordenadas geográficas 15°46′08″N 96°08′06″O / 15.76889, -96.13500 y tiene una altitud de 15 metros sobre el nivel del mar; se encuentra a unos 200 kilómetros al sureste de la capital del estado, Oaxaca de Juárez y  a unos 24 al sureste de la cabecera municipal, Santa María Huatulco. Sus principales vías de comunicación son el Aeropuerto Internacional de Bahías de Huatulco, localizado a 10 kilómetros al oeste y la Carretera Federal 200, que la une con San Pedro Pochutla al oeste y con Salina Cruz al este. De acuerdo al Censo de Población y Vivienda de 2010 realizado por el Instituto Nacional de Estadística y Geografía, tiene una población total de 19.252 habitantes, de los cuales 9.275 son hombres y 9.977  son mujeres.
La Crucecita constituye el principal núcleo urbano del centro turístico de Bahías de Huatulco, formando las principales áreas habitacionales, comerciales y de servicios para los complejos hoteleros, siendo la más importante la zona hotelera de Tangolunda, ubicada en la bahía de Tangolunda, a 5 km al este de la Crucecita.
También, fue el epicentro del terremoto de 7.5° en México, el 23 de junio de 2020, a las 10:29, tiempo local, y que dejó un saldo de 5 muertos y 30 heridos.